# Campeonato Sul-Americano de Atletismo Juvenil de 1994
O Campeonato Sul-Americano de Atletismo Juvenil de 1994 foi a 12ª edição da competição de atletismo organizada pela CONSUDATLE, para atletas com até 17 anos, classificados como juvenil. O evento foi realizado na cidade de Cochabamba, na Bolívia, entre 30 de setembro e 2 de outubro de 1994. Contou com a presença de aproximadamente 233 atletas de 11 nacionalidades distribuídos em 38 provas.

## Medalhistas
Esses foram os resultados do campeonato. Resultados completos podem ser encontrados no site "World Junior Athletics History".  Todos os resultados são marcados como "afetados pela altitude" ( A ), porque Cochabamba está localizada a 2.558 metros acima do nível do mar.

### Masculino
| Evento                      | Ouro                                                                                   | Ouro      | Prata                                                                    | Prata     | Bronze                                                                            | Bronze    |
| --------------------------- | -------------------------------------------------------------------------------------- | --------- | ------------------------------------------------------------------------ | --------- | --------------------------------------------------------------------------------- | --------- |
| 100 metros                  | Jimmy Pino (COL)                                                                       | 10.71A    | Martín Voss (ARG)                                                        | 10.94A    | Jonathan Medina (VEN)                                                             | 11.03A    |
| 200 metros                  | Jimmy Pino (COL)                                                                       | 21.95A    | Daniel de Oliveira (BRA)                                                 | 22.54A    | Evandro Tristão (BRA)                                                             | 22.62A    |
| 400 metros                  | Arturo Arce (PER)                                                                      | 49.70A    | Rogério Rufino (BRA)                                                     | 50.14A    | Marcos García (URU)                                                               | 50.22A    |
| 800 metros                  | Marcos García (URU)                                                                    | 1:58.63A  | Wendell Silva (BRA)                                                      | 1:59.77A  | Everson Silva (BRA)                                                               | 2:00.88A  |
| 1 500 metros                | Claudinei Vítor (BRA)                                                                  | 4:16.22A  | Wendell Silva (BRA)                                                      | 4:17.13A  | Juan Mamani (PER)                                                                 | 4:18.78A  |
| 5 000 metros                | Juan Mamani (PER)                                                                      | 16:33.52A | Isaac Colque (BOL)                                                       | 16:43.39A | Jeison Vargas (COL)                                                               | 17:12.02A |
| 5 km marcha atlética        | Raomir Hernández (VEN)                                                                 | NTT       | Franciello de Souza (BRA)                                                | NTT       | Juan Chocho (ECU)                                                                 | NTT       |
| 110 metros barreiras        | Rodrigo Palladino (BRA)                                                                | 14.55A w  | Rodrigo Terra (BRA)                                                      | 14.76A w  | Tomás Vega (CHI)                                                                  | 14.87A w  |
| 300 metros barreiras        | Tomás Vega (CHI)                                                                       | 38.60A    | Rodrigo Palladino (BRA)                                                  | 39.00A    | Gustavo Blanco (ARG)                                                              | 39.24A    |
| 1.500 metros com obstáculos | Angelo Álvarez (CHI)                                                                   | 4:40.33A  | Damião de Melo (BRA)                                                     | 4:47.13A  | Erick Jujra (PER)                                                                 | 4:50.82A  |
| 4×100 metros estafetas      | Brasil · Daniel Toledo · Alessandro Rodrigues · Rodrigo Palladino · Evandro de Tristão | 42.64A    | Argentina · Leandro Renny · Diego Ripanti · Gustavo Blanco · Martín Voss | 43.13A    | Chile · Daniel Haeussler · Andres Illanes · Gonzalo Risopatrón · Benjamín Arteaga | 43.35A    |
| 4×400 metros estafetas      | Brasil · Dourado · Aurelio · Rogerio da Silva · dos Santos                             | 3:21.63A  | Peru · Jimmy Silva · Ramírez · Christian García · Arturo Arce            | 3:25.45A  | Argentina · Martín Voss · Blas Parada · Juan Pardo · Gustavo Blanco               | 3:27.38A  |
| Salto em altura             | Fabrício Romero (BRA)                                                                  | 2.07A     | Wagner Príncipe (BRA)                                                    | 2.00A     | Camel Etcheverry (COL)                                                            | 1.97A     |
| Salto com vara              | Cristian Aguirre (ARG)                                                                 | 3.90A     | Santiago Lorenzo (ARG)                                                   | 3.70A     | Daniel Rosende (CHI)                                                              | 3.50A     |
| Salto em comprimento        | Diego Ripanti (ARG)                                                                    | 7.21A     | Johnny Rodríguez (VEN)                                                   | 6.93A     | Luis Marfán (CHI)                                                                 | 6.86A     |
| Salto triplo                | Johnny Rodríguez (VEN)                                                                 | 14.85A    | Luiz da Silveira (BRA)                                                   | 14.83A    | Diego Ripanti (ARG)                                                               | 14.21A    |
| Arremesso de peso           | José Puyol (CHI)                                                                       | 15.08A    | Jeberton Fermino (BRA)                                                   | 14.73A    | John Mena (COL)                                                                   | 14.67A    |
| Lançamento de disco         | Hernán Vázquez (ARG)                                                                   | 44.68A    | John Mena (COL)                                                          | 44.52A    | Renato Pires (BRA)                                                                | 44.18A    |
| Lançamento do martelo       | Cristian Fernández (ARG)                                                               | 64.14A    | Juan Palacios (ARG)                                                      | 53.00A    | Renzo Godoy (PER)                                                                 | 46.38A    |
| Lançamento do dardo         | Santiago Lorenzo (ARG)                                                                 | 58.16A    | Adriano Vitorino (BRA)                                                   | 56.52A    | John Mena (COL)                                                                   | 54.94A    |
| Hexatlo                     | Ramón Vivas (VEN)                                                                      | 4069A     | Carlos García (VEN)                                                      | 4045A     | Adriano de Oliveira (BRA)                                                         | 3933A     |

### Feminino
| Evento                 | Ouro                                                                              | Ouro     | Prata                                                                       | Prata    | Bronze                                                                                 | Bronze   |
| ---------------------- | --------------------------------------------------------------------------------- | -------- | --------------------------------------------------------------------------- | -------- | -------------------------------------------------------------------------------------- | -------- |
| 100 metros             | Alessandra Ferreira (BRA)                                                         | 12.23A   | María Laura Rodríguez (ARG)                                                 | 12.24A   | Adriana Moraes (BRA)                                                                   | 12.37A   |
| 200 metros             | Adriana Moraes (BRA)                                                              | 25.32A   | Silvana de Santana (BRA)                                                    | 25.46A   | Andrea Higuita (COL)                                                                   | 25.57A   |
| 400 metros             | Zulay Nazareno (VEN)                                                              | 57.27A   | Josiane Tito (BRA)                                                          | 57.71A   | Karina Soto (URU)                                                                      | 58.44A   |
| 800 metros             | Fabiana da Silva (BRA)                                                            | 2:14.30A | Bertha Sánchez (COL)                                                        | 2:16.64A | Maria Cecilia Silva (BRA)                                                              | 2:18.90A |
| 1 500 metros           | Bertha Sánchez (COL)                                                              | 4:46.99A | Joaquina Rondón (COL)                                                       | 4:50.49A | Fabiana da Silva (BRA)                                                                 | 4:53.49A |
| 3 000 metros           | Bertha Sánchez (COL)                                                              | 10:35.2A | Joaquina Rondón (COL)                                                       | 10:39.8A | Fabiana da Silva (BRA)                                                                 | 10:46.4A |
| 3 km marcha atlética   | Gladys Criollo (ECU)                                                              | 15:39.2A | Rosa Sánchez (BOL)                                                          | 15:52.6A | Saskia Luetke (BRA)                                                                    | 16:20.5A |
| 100 metros barreiras   | Patrícia de Souza (BRA)                                                           | 14.56A   | Cora Olivero (ARG)                                                          | 14.72A   | Kelly Ribeiro de Oliveira (BRA)                                                        | 14.76A   |
| 300 metros barreiras   | Rúbia dos Santos (BRA)                                                            | 43.37A   | Carolina Matesic (CHI)                                                      | 44.48A   | Eyda Rentería (COL)                                                                    | 44.74A   |
| 4×100 metros estafetas | Brasil · Campeiro · Silvania da Conceiçao · Adriana Moraes · Alessandra Ferreira  | 47.31A   | Peru · Ursula Romero · Patricia Hasegawa · Lucía Rodríguez · Erika Varillas | 48.75A   | Argentina · Flavia Rougier · Valeria Falcón · Carolina Mondelo · María Laura Rodríguez | 49.21A   |
| 4×400 metros estafetas | Brasil · Josiane Tito · Rúbia dos Santos · Silvania da Conceiçao · Adriana Moraes | 3:53.14A | Chile · Carolina Matesic · Rosa Hernández · Sandra Llanquin · Paula Osorio  | 4:01.62A | Argentina · Cora Olivero · Alicia Medina · Jessica Cardinal · Carolina Mondelo         | 4:07.93A |
| Salto em altura        | Silmara Gandolfo (BRA)                                                            | 1.67A    | Aline Zimmermann (BRA)                                                      | 1.64A    | Gisela Pfeiffer (ARG)                                                                  | 1.61A    |
| Salto em comprimento   | Gisele de Oliveira (BRA)                                                          | 5.85A    | Gisela Pfeiffer (ARG)                                                       | 5.76A    | Alicia Medina (ARG)                                                                    | 5.74A    |
| Arremesso de peso      | Polianna de Oliveira (BRA)                                                        | 11.87A   | Luz Dary Castro (COL)                                                       | 11.76A   | Elisângela Zuede (BRA)                                                                 | 11.64A   |
| Lançamento de disco    | Guadalupe Sallar (ARG)                                                            | 38.16A   | Luz Dary Castro (COL)                                                       | 35.66A   | Giovanna Miranda (BRA)                                                                 | 34.18A   |
| Lançamento do dardo    | Daniela Massoli (CHI)                                                             | 41.72A   | Giovanna Miranda (BRA)                                                      | 39.42A   | Xiolimar Carolina Castillo (VEN)                                                       | 36.34A   |
| Pentatlo               | Ellen Marinho (BRA)                                                               | 3234A    | Gladibeth Morles (VEN)                                                      | 3060A    | Laura Spelmeyer (ARG)                                                                  | 2953A    |

## Quadro de medalhas (não oficial)
| Ordem | País      | Medalha de ouro | Medalha de prata | Medalha de bronze | Total |
| ----- | --------- | --------------- | ---------------- | ----------------- | ----- |
| 1     | Brasil    | 16              | 16               | 12                | 44    |
| 2     | Argentina | 6               | 7                | 8                 | 21    |
| 3     | Colômbia  | 4               | 6                | 6                 | 16    |
| 4     | Venezuela | 4               | 3                | 2                 | 9     |
| 5     | Chile     | 4               | 2                | 4                 | 10    |
| 6     | Peru      | 2               | 2                | 3                 | 7     |
| 7     | Uruguai   | 1               | 0                | 2                 | 3     |
| 8     | Equador   | 1               | 0                | 1                 | 2     |
| 9     | Bolívia   | 0               | 2                | 0                 | 2     |

## Participantes (não oficial)
Uma contagem não oficial produziu o número de 233 atletas de 11 nacionalidades. Lista detalhada dos resultados podem ser encontradas no site "World Junior Athletics History" 
| - Argentina (28) - Bolívia (30) - Brasil (58) - Chile (41) | - Colômbia (9) - Equador (8) - Panamá (8) - Paraguai (10) | - Peru (24) - Uruguai (5) - Venezuela (12) |